# Copelandiopteris calocarpa
Copelandiopteris calocarpa là một loài thực vật có mạch trong họ Pteridaceae. Loài này được (Copel.) B.C. Stone mô tả khoa học đầu tiên năm 1973.